# Koulgudd, Athni
Koulgudd là một làng thuộc tehsil Athni, huyện Belgaum, bang Karnataka, Ấn Độ.